# Erica Andrews
Erica Andrews (Allende, Nuevo León; 30 de septiembre de 1969-Chicago, Illinois; 11 de marzo de 2013) fue una drag queen, actriz, empresaria, modelo y activista transgénero mexicana.

## Primeros años
Erica Andrews nació el 30 de septiembre de 1969 en Allende, Nuevo León. Creció en un pequeño rancho llamado «Los Aguirres» en las afueras rurales de Allende, donde había poca electricidad. Ella cambió su nombre a Erica, que derivó de una pronunciación fonética de Eddie, solo que adjudicando la ca coloquial al final para que sonara como «Eddieca» y formase el nombre Erica. En consecuencia, ella se convirtió en Erica Salazar. 
A partir de 1989, adoptó el nombre artístico de Erica Hutton en honor a la actriz estadounidense Lauren Hutton, a quien admiraba. Después de conocer a Tandi Andrews, quien se convirtió en su madre drag y mentora, cambió su nombre artístico a Erica Hutton Andrews y posteriormente a Erica Andrews.

## Carrera
A los 18 años, Andrews conoció el drag y la suplantación de mujeres a través de su entonces novio, quien también era un imitador de mujeres y concursante de concursos de drag. En 1988, Andrews y su pareja se mudaron a San Antonio, Texas, donde se hizo un nombre en el circuito drag de la ciudad. Su primera presentación fue en un club llamado «Las Gueras», interpretando la canción Break Away. Comenzó a actuar en noches de aficionados en el hoy desaparecido club nocturno Paper Moon, más tarde rebautizado como The Saint, en Main Avenue en San Antonio. Andrews ganó los concursos «Talento de la semana» y «Talento del mes» de Paper Moon. Esto la llevó a participar en el concurso Revelación del año» del club, en el que quedó en tercer lugar. Con el estímulo y el apoyo de Raphael Ruiz de Velasco (propietario de Paper Moon/The Saint), Andrews ingresó al certamen Miss San Antonio USA.
Andrews participó activamente en concursos de belleza, convirtiéndose en una célebre campeona multinacional e internacional. Según un artículo del Houston Chronicle, era considerada «una de las reinas más condecoradas en el circuito de concursos». También fue llamada «la drag queen más bella en cautiverio». El primer título de certamen que ganó Andrews fue Miss Just Us 1989. Fue promotora de la franquicia Miss Texas Continental.
En 2002, la primera actuación de Andrews en el escenario fue en Jotos del Barrio, una obra escrita por Jesús Alonzo que exploraba las vidas de jóvenes latinos homosexuales. La obra se presentó como una serie de poemas, monólogos y viñetas. Interpretó a un personaje transgénero, Janie la Transie. En una entrevista con el San Antonio Current, Andrews habló de su capacidad para identificarse con el personaje. También desempeñó un papel adicional como madre biológica de un joven gay.
En 2004, Andrews interpretó el papel principal de The Succubus, una vampira lesbiana, en la obra satírica off-Broadway de Charles Busch Vampire Lesbians of Sodom, producida por el grupo Actors Theatre of San Antonio.
Andrews actuó en la obra de Jesús Alonzo Miss América: el cuento de hadas de un mexicanito en el Centro Esperanza Paz y Justicia en San Antonio en 2009. La obra trataba sobre un niño de nueve años, Chuy, que soñaba con convertirse en Miss América. Andrews interpretó al hada madrina de Chuy.
En 2011, apareció como el interés amoroso en el vídeo musical de Deborah Vial para el sencillo Don't Make Me Take It de su álbum debut, Stages and Stones.
A lo largo de su carrera, ha imitado a grandes estrellas de Hollywood como Joan Crawford, Cher, Selena y personajes ficticios como Jessica Rabbit y Wonder Woman. Sus actuaciones incluyeron la escena de la sala de juntas de Mommie Dehest, que estuvo acompañada por una mezcla de Shirley Bassey de I (Who Have Nothing), así como una representación de Mary Katherine Gallagher, un personaje ficticio que es una caricatura sardónica de una adolescente impopular de una escuela católica inventada por Molly Shannon, miembro del elenco de Saturday Night Live, y presentada en Superstar.

## Vida personal y muerte
En The Tyra Banks Show, así como en una entrevista de radio en línea con Richard Curtin, habló de un momento en que tenía alrededor de 17 años cuando se escapó de casa y luchó por los desafíos que enfrentó como mujer trans. Comenzó su terapia de reemplazo hormonal con estrógenos cuando tenía 18 años. Se había sometido a un tratamiento con silicona y electrólisis. Andrews dijo que nunca se había sometido a ninguna cirugía plástica en la cara o el cuerpo.
En 2012, después de hacer de San Antonio su base de operaciones durante muchos años, Andrews se mudó a Indianápolis.
Andrews murió por complicaciones como resultado de una infección pulmonar el 11 de marzo de 2013 en el hospital UIC de Chicago, Illinois.